# Karel Hacker
Karel Hacker (15. dubna 1876 Praha – 1. července 1971 Praha) byl český učitel, loutkář a veřejný činitel.

## Život
Narodil se do rodiny lesníka a pozdějšího úředníka Ludwiga Hackera a jeho manželky Moniky, dívčím příjmením Šmejkalové. Byl nejmladším z pěti jejich dětí. Když vyrostl, stal se řídícím učitelem ve škole v Kobylisích, jež se tehdy nacházely na předměstí Prahy. Angažoval se též ve veřejných spolcích, například v Národní jednotě severočeské. Ve snaze o její podporu založil Hacker v roce 1913 divadlo, pro které od místního kobyliského ochotníka Karla Popilky zakoupil loutky. Zaplatil za ně 100 rakouskouherských korun. Prvním představením, které scéna uvedla, se na podzim roku 1913 stalo představení Kníže Oldřich a Božena. Pro divadlo ale několik dramat sepsal i sám Hacker jako například představení Poklad. Roku 1946 předal Hacker vedení divadla svému synovi Karlovi, nicméně na činnosti scény se podílel i nadále, a to až téměř do své smrti. Hackerem založená stále existující scéna představuje nejstarší činný loutkový spolek na území hlavního města České republiky.

## Ocenění
Hacker získal Zlatý odznak Matěje Kopeckého a byl mu udělen i titul zasloužilý učitel. Po Hackerovi je navíc pojmenována ulice na sídlišti v pražských Bohnicích.